# 嗩吶 (1981年)
索納·伊恩貝（英語：Sona Eyambe，1981年12月6日—），藝名鎖吶，是一名美國男演員、YouTuber、嘻哈音樂歌手、音樂製作人、主持人。於2012年在恐怖電影《Z-108弃城》、《戰狼》以及《不死戰警》。 2023年於台灣的綜藝節目《大嘻哈時代2》擔任主持人一角。

## 早期生活
鎖吶於1981年12月出生於達拉斯市，母親是一位非洲裔美國人和美洲原住民的混血兒，父親來自喀麥隆。在就讀德州大學阿靈頓分校的工程學位期間，伊恩貝在達拉斯的蘋果直營店兼職擔任蘋果創意人員，同時在當地夜店開始了DJ職業生涯，演奏House音樂。2004年，他於2004年畢業於德克薩斯州阿靈頓大學，獲得工程學士學位。2005年，鎖吶開始在蘋果公司擔任硬件系統工程師。 2006年，鎖吶作為DJ巡迴演出首次來到臺灣，並決定在同年晚些時候移居臺北市

## 電影作品
| 年份 | 片名      | 飾演                 | 導演         |
| 2012 | Z-108棄城 | Running Foreigner #1 | 錢人豪       |
| 2015 | 戰狼      | Driver               | 吳京         |
| 2016 | 不死戰警  | Zen Master Flash     | Shawn Crahan |

## 音樂作品
| 年份 | 歌曲                        | 作詞                               | 作曲                               | 編曲                        | 製作人                            |
| 2020 | 哇咖哩供                    | 好機車、伊恩貝 Sona Eyambe、許書維 | 好機車、伊恩貝 Sona Eyambe、許書維 | 好機車、伊恩貝 Sona Eyambe  | Sona Eyambe                       |
| 2021 | 頭家(Sona Remix)            | BG8LOCC                            | BG8LOCC、伊恩貝 Sona Eyambe        | BG8LOCC、伊恩貝 Sona Eyambe | Sona Eyambe                       |
| 2022 | 麗札利曼                    | 伊恩貝 Sona Eyambe、五木、2-CHI    | 伊恩貝 Sona Eyambe、五木、2-CHI    | 2-CHI @奇洱文創             | 2-CHI                             |
| 2022 | 小可愛                      | 蒙捷文、王昭權、伊恩貝 Sona Eyambe | 蒙捷文、王昭權、伊恩貝 Sona Eyambe | icyball 冰球樂團            | 蒙捷文 J. Meng、王昭權 Chuan Wang |
| 2022 | Intro(Presents Sona Eyambe) | 伊恩貝 Sona Eyambe                 | DJ MR. GIN                         | DJ MR. GIN                  | DJ MR. GIN                        |

## MV演出
| 年份 | 歌名                                       | 歌手                                       | 導演                                         | 飾演          | 備註          | MV連結                        |
| 2022 | 哥 BRO                                     | 熊信寬 、 POPO J 、 王ADEN                 | 熊仔Kumachan 、謝仲維Davix Xie、陳埃 Ai Chen | 黑幫派 Yakuza | 黑幫派 Yakuza | MV連結 （页面存档备份，存于） |
| 2022 | icyball 冰球樂團 - 小可愛 ft. Sona Eyambe  | 蒙捷文、王昭權、伊恩貝 Sona Eyambe         | 賴禹諾 Yukno                                 | 主角          | 主角          | MV連結 （页面存档备份，存于） |
| 2023 | 快樂歌 The Happy Song (prod. by PUZZLEMAN) | 沒有才能 anti-talent（裴拓、黃若欣、碩美） | 提摩西 Timothy                               | 演員          | 演員          | MV連結 （页面存档备份，存于） |

## 外部連結
- 官方网站
- 嗩吶的Facebook專頁